# Nordiska konstskolan
Nordiska konstskolan var en konstskola som låg i Karleby i Finland. 
Nordiska konstskolan grundades 1984 med Tage Martin Hörling som förste rektor. Tanken var att skapa en förberedande skola för konstnärliga högskolestudier och att ge de studerande en så bred och varierad undervisning som möjligt. Skolans profil var starkt nordisk med både nationella och internationella elever och lärare. 
Nordiska konstskolan bedrev förberedande utbildning för konsthögskolestudier under två eller tre års tid, och ingick i Kronoby folkhögskola.  Studierna var på heltid och baserade sig till största delen på ett system med gästande professionella bildkonstnärer, som undervisade i perioder på ca två veckor. Under ett läsår besöktes skolan således av ett flertal gästlärare och undervisningsspråket var engelska. 
Samkommunen Kvarnen beslöt 2018 att upphöra med sin roll som upprätthållare och baserade sitt beslut på elevbrist. Stiftelsen för Nordiska Konstskolan fortsätter sin verksamhet och arbetar för att återupprätta undervisningen i en ny form.[källa behövs]